# Astropecten inutilis
Astropecten inutilis är en sjöstjärneart som beskrevs av Jean Baptiste François René Koehler 1910. Astropecten inutilis ingår i släktet Astropecten och familjen kamsjöstjärnor. Inga underarter finns listade i Catalogue of Life.